# Сургуладзе, Кахабер Ильич
Кахабер Ильич Сургуладзе (род. 18 ноября 1969 года) — российский художник, академик Российской академии художеств (2021).

## Биография
Родился 18 ноября 1969 года, живёт и работает в Москве.
Окончил Московский государственный университет печати.
Лаборант (1997—2001), инженер (2001—2003) кафедры химии в Московском государственном университете печати.
В 2013 года — избран членом-корреспондентом, в 2021 году - академиком Российской академии художеств от Отделения новейших художественных течений.
Заведующий сектором развития Московского музея современного искусства.

## Творческая деятельность
Персональные выставки
Участие в конкурсе FESPA (Stood for «The Federation of European Screen Printers Associations»): Берлин, Германия (2005 г., 2010 г.); Мюнхен, Германия (2007 г., 2013 г.); Участие в конкурсе SGIA (Specialty Graphic Imaging Association). Лас Вегас, США (2006 г., 2007 г., 2013 г.); Орландо, США (2009 г., 2010 г.); Атланта, США (2010 г.)